# Pockau-Lengefeld
Die Stadt Pockau-Lengefeld liegt im sächsischen Erzgebirgskreis. Sie entstand am 1. Januar 2014 durch den freiwilligen Zusammenschluss der Gemeinde Pockau und der Stadt Lengefeld.

## Geographie

### Lage
| Zschopau       | Grünhainichen                               |           |
| Großolbersdorf | Kompassrose, die auf Nachbargemeinden zeigt | Pfaffroda |
| Marienberg     |                                             | Olbernhau |

(Standort: Markt im OT Lengefeld)

### Stadtgliederung
Die Stadt gliedert sich in folgende 15 Ortsteile:
| - Forchheim - Görsdorf - Kalkwerk - Lengefeld - Lippersdorf | - Nennigmühle - Neunzehnhain - Obervorwerk - Pockau - Rauenstein | - Reifland - Stolzenhain - Vorwerk - Wernsdorf - Wünschendorf |

## Geschichte
Am 1. Januar 2014 schlossen sich freiwillig die Gemeinde Pockau und die Stadt Lengefeld zur Stadt Pockau-Lengefeld zusammen.

### Eingemeindungen und Gebietsänderungen
| Ehemalige Gemeinde bzw. Gutsbezirk                     | Datum                  | Anmerkung |
| ------------------------------------------------------ | ---------------------- | --- |
| Dorf Lengefeld                                         | zwischen 1835 und 1839 | Zusammenschluss mit der Stadt Lengefeld |
| Lippersdorf (Anteil Rittergut Lippersdorf)             | 1. Mai 1839            | Zusammenschluss mit den Anteilen an Lippersdorf der Rittergüter Niederforchheim und Oberforchheim zur neuen Gemeinde Lippersdorf im Zuge der Umsetzung der Sächsischen Landgemeindeordnung von 1838                  |
| Lippersdorf (Anteil Rittergut Niederforchheim)         | 1. Mai 1839            | Zusammenschluss mit den Anteilen an Lippersdorf der Rittergüter Lippersdorf und Oberforchheim zur neuen Gemeinde Lippersdorf im Zuge der Umsetzung der Sächsischen Landgemeindeordnung von 1838                      |
| Lippersdorf (Anteil Rittergut Oberforchheim)           | 1. Mai 1839            | Zusammenschluss mit den Anteilen an Lippersdorf der Rittergüter Lippersdorf und Niederforchheim zur neuen Gemeinde Lippersdorf im Zuge der Umsetzung der Sächsischen Landgemeindeordnung von 1838                    |
| Rittergut Rauenstein mit Marterbüschel                 | 1. Mai 1839            | Teileingliederung (alle Grundstücke, bei denen nicht der Eigentümer des Rittergutes Eigentümer ist) in die Stadt Lengefeld im Zuge der Umsetzung der Sächsischen Landgemeindeordnung von 1838                        |
| Stolzenhain                                            | 1. Mai 1839            | Bildung einer Gemeinde mit Wünschendorf im Zuge der Umsetzung der Sächsischen Landgemeindeordnung von 1838 |
| Wünschendorf                                           | 1. Mai 1839            | Bildung einer Gemeinde mit Stolzenhain, ohne die Grundstücke des Rittergutes Wünschendorf im Zuge der Umsetzung der Sächsischen Landgemeindeordnung von 1838                                                         |
| Nennigmühle                                            | um 1840                | Eingliederung der Amtsmühle in die Gemeinde Wernsdorf, wurde zuvor von der Gemeinde Sorgau mit verwaltet |
| Niederforchheim                                        | um 1840                | Zusammenschluss mit Oberforchheim zu Forchheim |
| Oberforchheim                                          | um 1840                | Zusammenschluss mit Niederforchheim zu Forchheim |
| Neusorge mit Drachenwald                               | 1844                   | Eingliederung des Amtsörtchens (3 Häuser bzw. 1 Haus) in die Gemeinde Forchheim |
| Kalkwerk                                               | 1. Januar 1859         | Umgliederung von Lauterbach nach Lengefeld |
| Heinzewaldmühle                                        | zwischen 1905 und 1950 | Umgliederung von Hilmersdorf nach Lengefeld |
| Lippersdorf, Gutsbezirk Rittergut                      | 10. November 1920      | Eingliederung in die Gemeinde Lippersdorf |
| Dörnthal, Gutsbezirk Rittergut                         | 1. Januar 1921         | Teileingliederung in die Gemeinden Forchheim und Wernsdorf („Drachenwald“) |
| Rauenstein, Gutsbezirk Rittergut                       | 3. Februar 1921        | Eingliederung in die Stadt Lengefeld |
| Wünschendorf, Gutsbezirk Rittergut                     | 1921                   | Eingliederung in die Gemeinde Wünschendorf |
| Niederforchheim, Gutsbezirk Rittergut                  | 1923                   | Eingliederung in die Gemeinde Forchheim |
| Oberforchheim, Gutsbezirk Rittergut                    | 1923                   | Eingliederung in die Gemeinde Forchheim |
| Görsdorf                                               | 1. April 1934          | Eingemeindung nach Pockau |
| Marterbüschel                                          | 1. Juli 1948           | Umgliederung von Lengefeld nach Pockau |
| Neunzehnhain                                           | 1. Oktober 1948        | Eingemeindung nach Wünschendorf |
| Staatsforstrevier Hirschberg, Gutsbezirk               | 1. Dezember 1948       | Teileingliederung von 60,50 ha („Forchheimer Heide“) nach Wernsdorf (neue Flurstücksnummern 648 bis 654) |
| Staatsforstrevier Zöblitz, Gutsbezirk                  | 1. Dezember 1948       | Teileingliederung von 737,99 ha nach Pockau (neue Flurstücksnummern 723 bis 835), darin die Wüstung Geiselroda |
| Staatsforstrevier Zöblitz, Gutsbezirk                  | 15. Dezember 1948      | Teileingliederung von 16,026 ha nach Wernsdorf (neue Flurstücksnummern 83 bis 85, 85a, 86 bis 95, 96a bis 96c und 97 bis 100) und 43,307 ha nach Pockau (neue Flurstücksnummern 668 bis 722) im Zuge der Bodenreform |
| Staatsforstrevier Heinzebank, Gutsbezirk (Lkr. Flöha)  | 24. Dezember 1948      | Teileingliederung von ca. 1144,1 ha nach Lengefeld (neue Flurstücksnummern 1690 bis 1799) und ca. 71,3 ha nach Wünschendorf (neue Flurstücksnummern 413 bis 425)                                                     |
| Staatsforstrevier Heinzebank, Gutsbezirk               | 3. Januar 1949         | Teileingliederung von 1,961 ha nach Lengefeld (neue Flurstücksnummer 1689) im Zuge der Bodenreform 1689 |
| Staatsforstrevier Zöblitz, Gutsbezirk                  | 3. Januar 1949         | Teileingliederung von 0,798 ha nach Lengefeld (neue Flurstücksnummer 1289) im Zuge der Bodenreform |
| Staatsforstrevier Borstendorf, Gutsbezirk (Lkr. Flöha) | 10. Februar 1949       | Teileingliederung von 17,86 ha nach Lippersdorf im Zuge der Bodenreform (neue Flurstücksnummern 1041 und 1042) |
| Forchheim                                              | 1. März 1994           | Eingemeindung nach Pockau |
| Wernsdorf                                              | 1. März 1994           | Eingemeindung nach Pockau |
| Lippersdorf                                            | 1. Januar 1999         | Eingemeindung nach Lengefeld |
| Reifland                                               | 1. Januar 1999         | Eingemeindung nach Lengefeld |
| Wünschendorf                                           | 1. Januar 1999         | Eingemeindung nach Lengefeld |
| Lengefeld                                              | 1. Januar 2014         | Zusammenschluss mit Pockau zu Pockau-Lengefeld |
| Pockau                                                 | 1. Januar 2014         | Zusammenschluss mit Lengefeld zu Pockau-Lengefeld |

Am 1. März  2004  fand ein Gebietsaustausch zwischen Lengefeld und Börnichen/Erzgeb. statt. Lengefeld erhielt 1,56 ha und 1,626 ha erhielt Börnichen.

### Einwohnerentwicklung
- 2013 – 8.027
- 2014 – 7.998
- 2015 – 7.853
- 2016 – Lengefeld: 2.574, Pockau: 2.200
- 2022 – 7.445
- 2023 – 7.375

## Politik
- BSW: 3
- FW PL: 4
- Bf PL: 1
- CDU: 6
- AfD: 4

### Stadtrat
Seit der Stadtratswahl am 9. Juni 2024 verteilten sich die 18 Sitze des Stadtrates folgendermaßen auf die einzelnen Gruppierungen:
- CDU: 6 Sitze
- Freie Wähler Pockau-Lengefeld: 4 Sitze
- AfD: 4 Sitze
- BSW: 3 Sitze
- Bürger für Pockau-Lengefeld: 1 Sitz

| Liste                         | 2024   | 2024   | 2019   | 2019   | 2014   | 2014   |
| Liste                         | Sitze  | in %   | Sitze  | in %   | Sitze  | in %   |
| ----------------------------- | ------ | ------ | ------ | ------ | ------ | ------ |
| CDU                           | 6      | 30,7   | 8      | 38,2   | 9      | 44,6   |
| Freie Wähler Pockau-Lengefeld | 4      | 21,1   | 5      | 26,1   | 6      | 32,4   |
| AfD                           | 4      | 21,1   | 3      | 17,8   | –      | –      |
| BSW                           | 3      | 18,6   | –      | –      | –      | –      |
| Bürger für Pockau-Lengefeld   | 1      | 4,8    | –      | –      | –      | –      |
| Grüne                         | –      | 1,9    | –      | –      | –      | 1,7    |
| SPD                           | –      | 1,7    | 1      | 4,6    | –      | 4,1    |
| Linke                         | –      | –      | 1      | 8,8    | 1      | 6,9    |
| FDP                           | –      | –      | –      | 4,4    | 2      | 10,3   |
| Wahlbeteiligung               | 67,9 % | 67,9 % | 62,0 % | 62,0 % | 67,0 % | 67,0 % |

### Bürgermeister
Die Wahl des ersten Bürgermeisters der Stadt fand 2014 statt. Bis dahin übernahm die abgewählte Bürgermeisterin von Augustusburg Evelyn Jugelt als Amtsverweserin die Leitung des Rathauses.
Seit der Wahl zum Bürgermeister am 25. Mai 2014 war Heiko Friedemann der Bürgermeister der Stadt Pockau-Lengefeld. Zum 30. Juni 2016 wurde er nach längerer Erkrankung in den vorzeitigen Ruhestand versetzt. Bereits seit März 2016 war der vormalige Bürgermeister von Lengefeld, Ingolf Wappler, als Amtsverweser bestellt. Dieser wurde am 30. Oktober 2016 zum Bürgermeister gewählt und trat 2023 nicht erneut zur Bürgermeisterwahl an.
Am 22. Oktober 2023 wurde Elke Schmieder im zweiten Wahlgang zum 1. Dezember 2023 zur Bürgermeisterin gewählt.
| Wahl | Bürgermeister    | Vorschlag  | Wahlergebnis (in %) |
| ---- | ---------------- | ---------- | ------------------- |
| 2014 | Heiko Friedemann | Friedemann | 49,2                |
| 2016 | Ingolf Wappler   | Wappler    | 95,3                |
| 2023 | Elke Schmieder   | Schmieder  | 49,8                |

### Partnerstädte
- Ilshofen, seit 1990
- Osek, seit 2005

## Kultur und Sehenswürdigkeiten
- siehe auch: Liste der Kulturdenkmale in Pockau-Lengefeld

- Marktplatz
- Burg Rauenstein
- Stadtbad Lengefeld

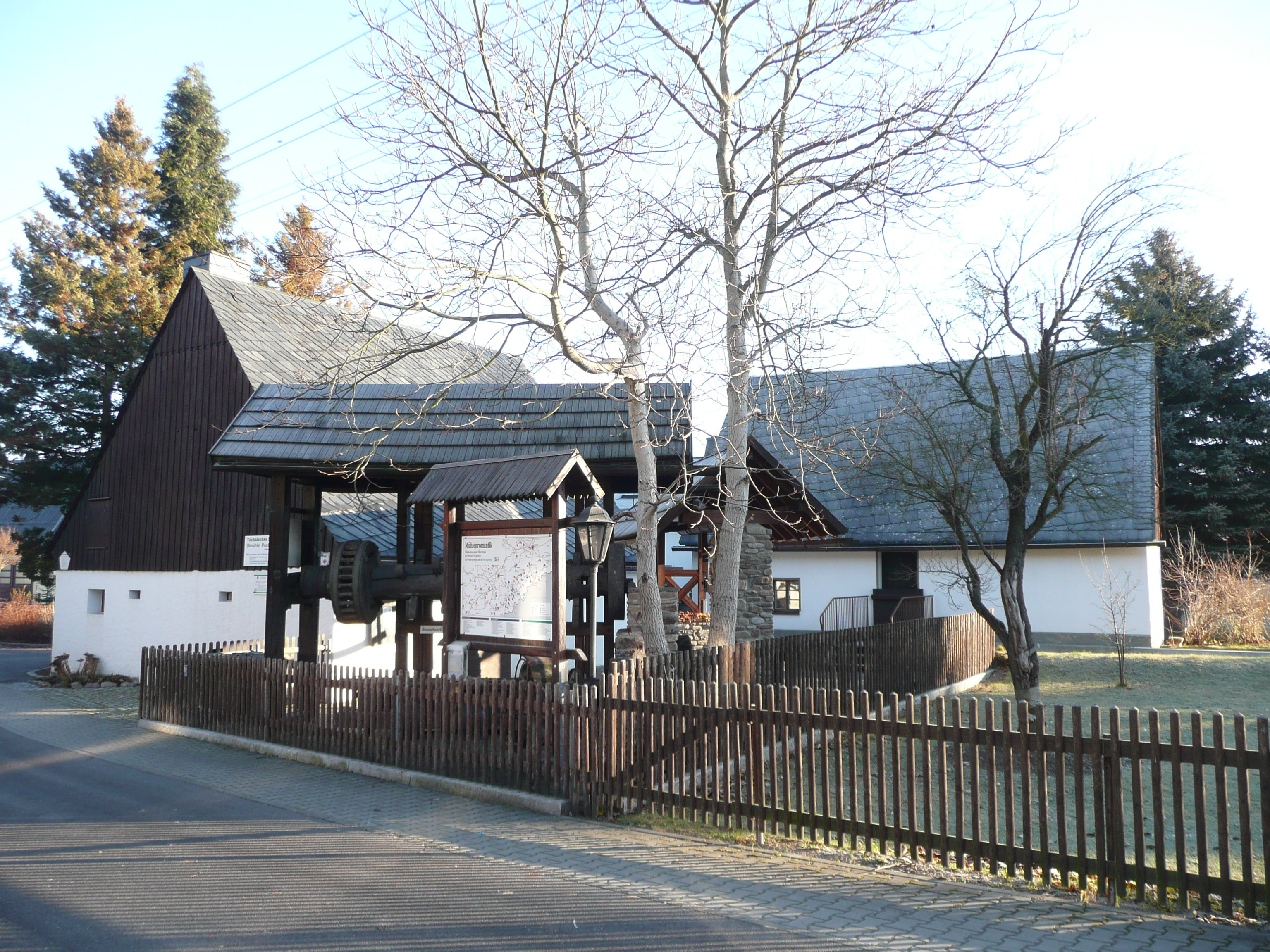
Technisches Museum Ölmühle

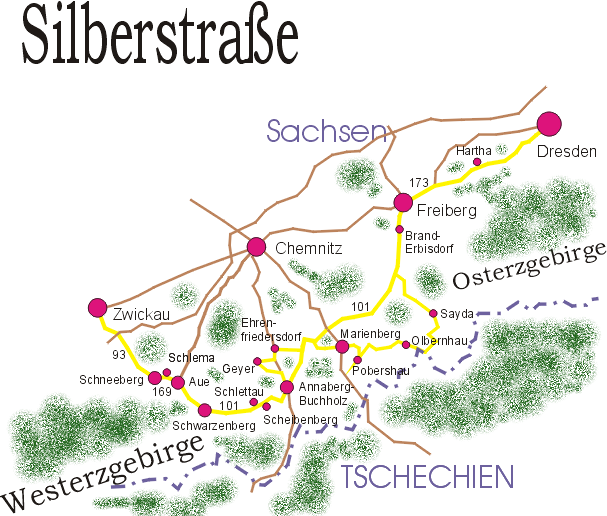
Karte der Silberstraße

- wertvolle historische, von Zacharias Hildebrandt 1726 vollendete Orgel aus dem Vorgängerbau der 1885/1886 errichteten Kirche zum Heiligen Kreuz (Lengefeld; 1933 umgebaut)
- Kirche Pockau

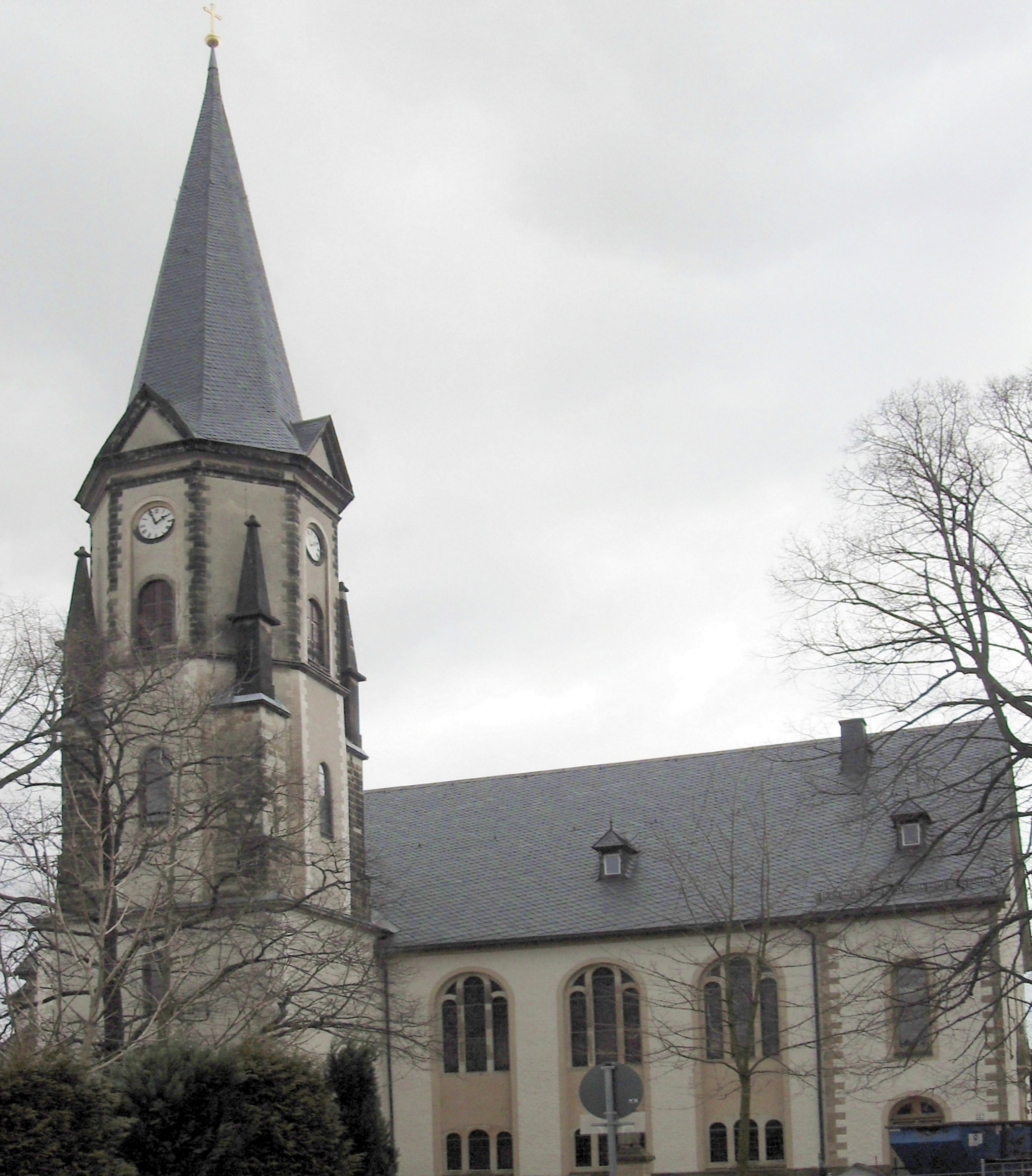
Lengefeld: Nordwestseite der Kirche zum Heiligen Kreuz
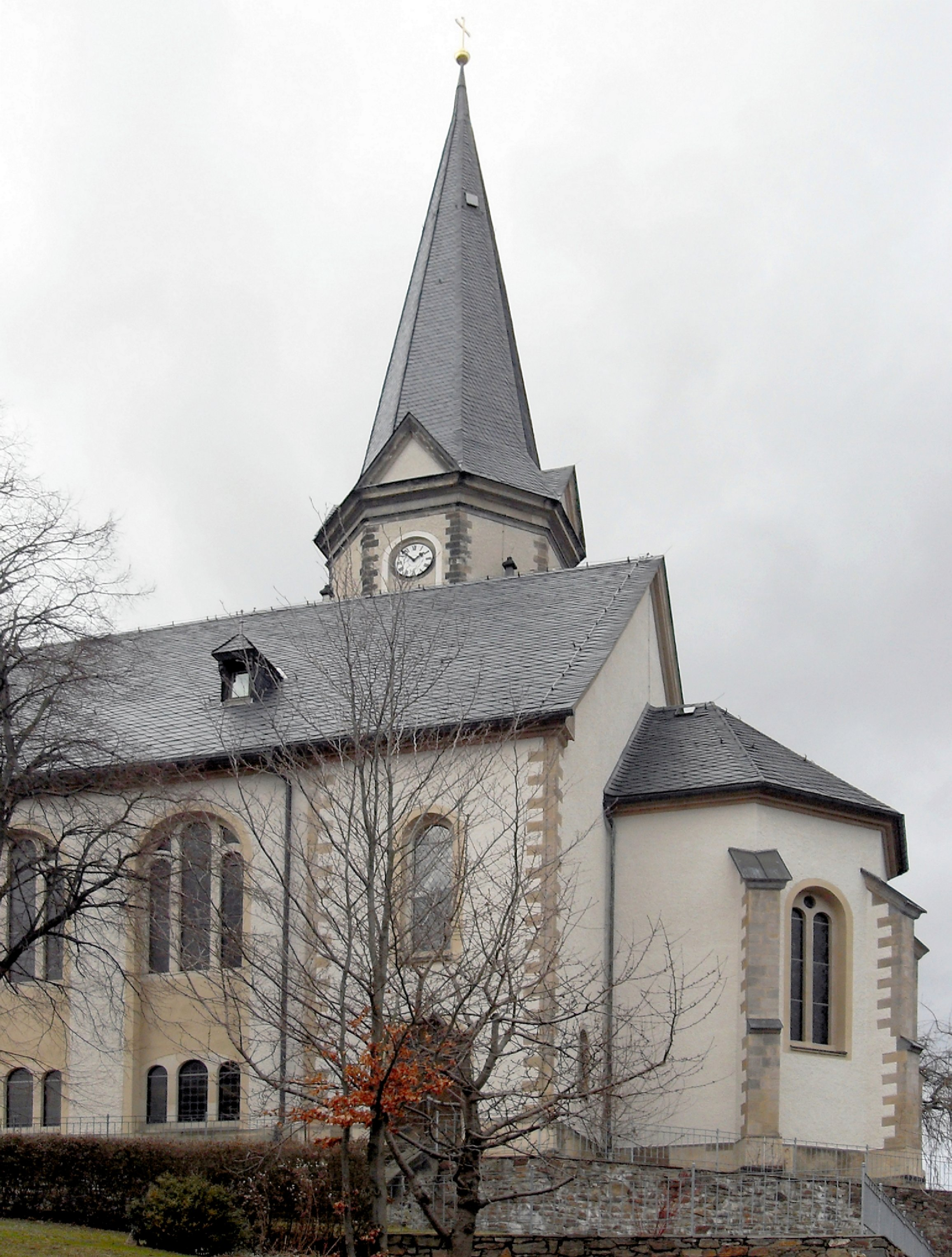
Lengefeld: Ostseite der Kirche zum Heiligen Kreuz
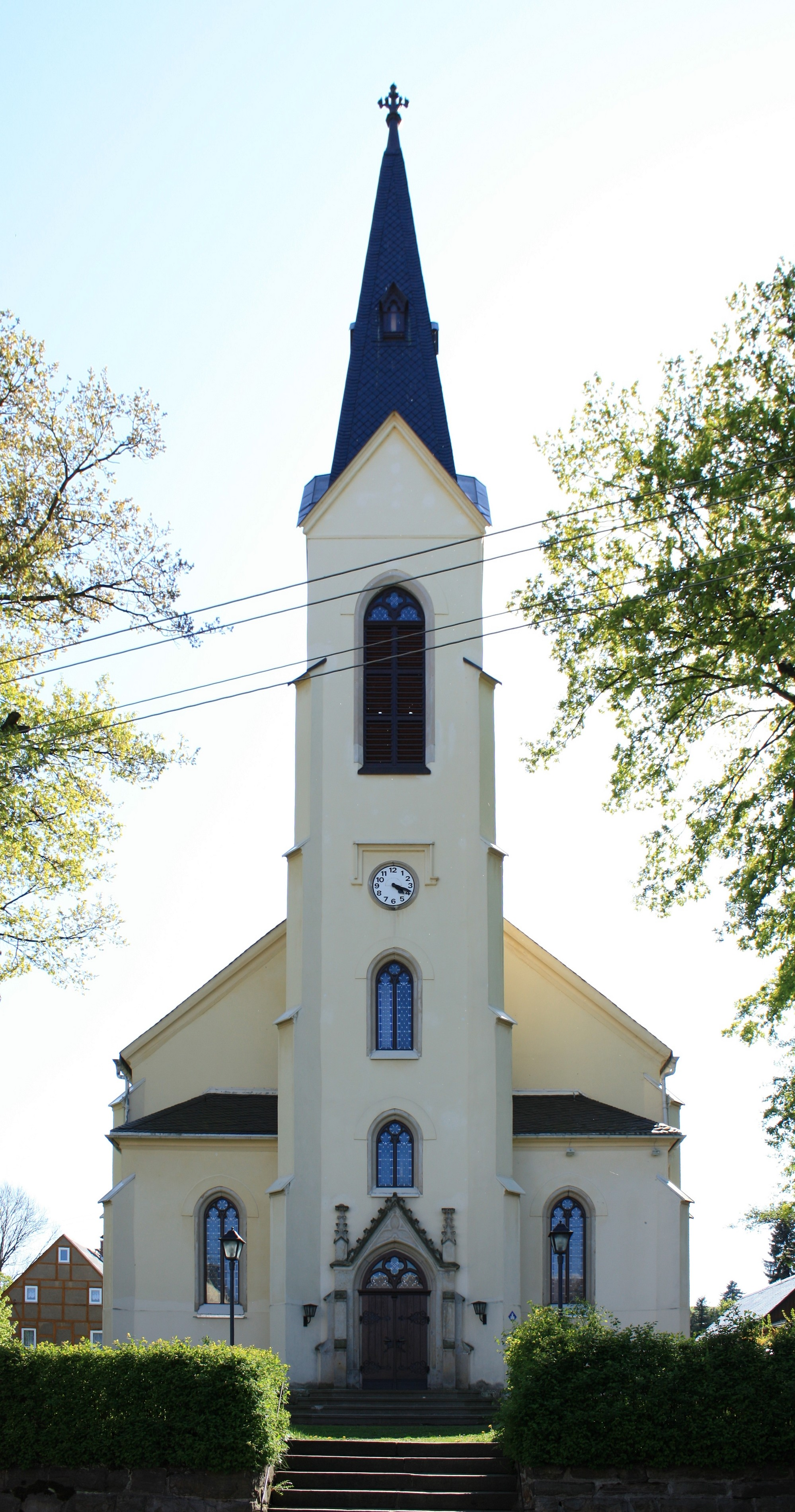
Pockauer Kirche

### Museen
- Technisches Denkmal Ölmühle Pockau: Die funktionstüchtig erhaltene Ölmühle Pockau ist die einzige Mühle in Europa, in der die Gewinnung von Leinöl nach den Verfahren des 17. Jahrhunderts gezeigt wird.
- Kurfürstliche Amtsfischerei: Vom 1653 errichteten Fachwerkhaus der Amtsfischerei aus wurde einst die Fischerei in der Pockau und Flöha überwacht. Gleichzeitig erfolgte hier die Weiterverarbeitung des gefangenen Fisches. Heute wird das Haus als Museum und Vereinshaus genutzt.
- das Technische Museum Kalkwerk mit einer Ausstellung über die Einlagerung der Dresdner Kunstschätze kurz vor Kriegsende und den Abtransport der Schätze in die Sowjetunion als Kriegsbeute befindet sich im historischen Kalkwerk. Im Sommer blühen auf der Bruchsohle im Museum viele seltene Orchideen. Vor Weihnachten gibt es dort Mettenschmaus mit Bergbier und Bergschnaps, weihnachtliche Bergmusik und Weihnachtsgeschichten.

### Denkmale
- Eine Gedenkstätte im Kulturpark erinnert an 36 namentlich genannte Opfer des Nationalsozialismus aus dem ehemaligen Kreis Marienberg
- Grabstätte und Holzkreuz auf dem Ortsfriedhof zur Erinnerung an zwei unbekannte KZ-Häftlinge, die aus einem Außenlager des KZ Buchenwald kommend, von SS-Männern ermordet wurden
- Grabstätte und Grabstein auf dem gleichen Friedhof für die ermordeten Widerstandskämpfer Willy Neubauer und Rudolf Langer

### Naturschutz
- Siehe auch: Liste der Naturdenkmale in Pockau-Lengefeld

## Verkehr

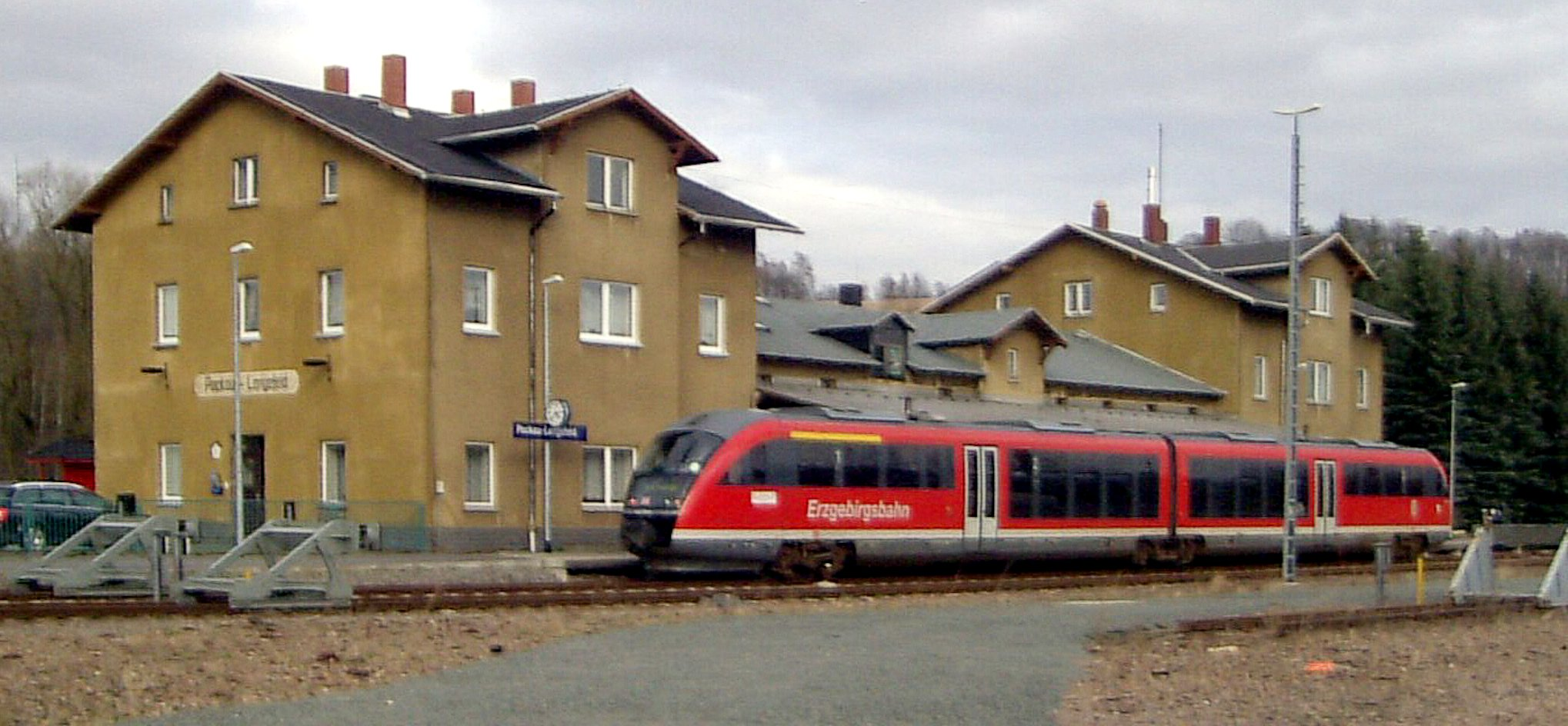
Bahnhof Pockau-Lengefeld

Die Bahnstrecke Reitzenhain–Flöha wurde 1875 eröffnet, von der im Bahnhof Pockau-Lengefeld die Bahnstrecke nach Neuhausen abzweigt. Neben dem Bahnhof Pockau-Lengefeld gibt es im Stadtgebiet noch die Bahnstationen Lengefeld-Rauenstein, Nennigmühle, Reifland-Wünschendorf und Strobelmühle.
Auf der Flöhatalbahn verkehrt die Linie RB 81 Chemnitz–Olbernhau-Grünthal der Erzgebirgsbahn Montag bis Freitag im Stundentakt, am Wochenende im Zweistundentakt.